# 香林寺 (春日部市)
香林寺（こうりんじ）は、埼玉県春日部市にある曹洞宗の寺院。

## 歴史
創建年代は不明である。ただ開山の真叟が1570年（元亀元年）に寂していることから、それ以前に創建されたものと推測される。
境内には、神仏習合の神「秋葉権現」が祀られている。また江戸時代の円空が彫った「円空仏」が安置されている。

## 交通アクセス
- 北春日部駅より徒歩29分。